# Новый Сарай
Но́вый Сара́й (Сара́й, Большой Сара́й, Сара́й аль-Джеди́д) — город, находившийся в низовьях Волги. Столица Золотой Орды при хане Джанибеке и вплоть до междоусобицы 60-х годов XIV века.

## Название
Сарай переводится как «дворец». Это слово заимствовано тюрками из персидского языка. Другой вариант перевода — «орда» или «ставка». Название Сарай аль-Джедид (с арабского — Новый Сарай) присвоено для отличия от собственно Сарая (Старого). А. Ю. Якубовский считал, что для обозначения города использовался также топоним Сарай-Берке. По мнению В. Л. Егорова, это название относится к Старому Сараю (он же Сарай-Бату). Г. А. Фёдоров-Давыдов полагал, что оба эти названия условны и не имеют однозначного соответствия Старому и Новому Сараям. Вопрос соотношения названий Сарай-Бату и Сарай-Берке остаётся неясным.
Упоминания названия Сарай ал-Джедид в письменных источниках датируются концом 30-х — 40-ми годами XIV века. А. В. Пачкалов полагает, что город мог именоваться просто Сараем, без уточняющих эпитетов. На одних итальянских картах город обозначался как Сарай, на других — как Большой Сарай (итал. Saray grando). Отдельно от него показывался Старый Сарай (во втором случае — просто Сарай).

## История
Основание Нового Сарая приписывается золотоордынскому хану Узбеку.
По мнению А. Ю. Якубовского, Сарай-Берке основан золотоордынским правителем Берке (около 1260 года), а при Узбек-хане столица государства была перенесена из Сарай-Бату (Старый Сарай) в Сарай-Берке (Новый Сарай).
В. Л. Егоров, называя точку зрения Якубовского бездоказательной, указывает, что археологические данные и письменные источники свидетельствует о позднем возникновении Сарай ал-Джедида — в 1330-е годы. Согласно Ибн Арабшаху, город просуществовал 63 года, следовательно был основан в 1332 году.
Согласно итальянским источникам, Новый Сарай был заложен незадолго до 1338 года. Некоторое время Старый и Новый Сараи сосуществовали.
Ибн Баттута, посетивший Золотую Орду в 1334 году, употребляет название Сарай-Берке по отношению к городу, основанному Бату. Егоров предполагает, что Сарай-Берке — это другое наименование Сарай-Бату.
Расцвет Сарай-Берке относится к первой половине XIV века. После 1361 года, в период «Великой замятни», город переходил из рук в руки различных претендентов на ханский престол.
С точки зрения В. Л. Егорова, Новый Сарай просуществовал всего около 70 лет, будучи полностью разрушен войском Тимура в 1395 году. Согласно Г. А. Фёдорову-Давыдову, незначительный выпуск монет в Новом Сарае продолжался в начале XV века. Более активно монетная чеканка велась в Сарае (без уточняющего эпитета). По данным Е. Ю. Гончарова, монетный двор Нового Сарая прекратил свою деятельность в конце 20-х или начале 30-х годов XV века.
По мнению В. Г. Рудакова и А. В. Пачкалова, после запустения первого Сарая эпитет «Новый» («ал-Джедид») потерял актуальность. Со второй половины XIV века город всё чаще стали называть просто Сараем.
Исследователь этих мест в 1769—1770 годах С. Г. Гмелин написал:

Из истории известно, что сия столица великой Татарии великим князем Иваном Васильевичем, дедом царя сегож имени в 1462 году по рождестве Христове разорена, а по прошествии нескольких лет от нагайцев с землею сравнена, и по сему несправедливо калмыки объявляют, что будтоб отцы их по приближении к Российским границам город сей с соединенным с ним прибавком ещё в совершенном его великолепии застали.
Около 1469 года город посетил Афанасий Никитин, упомянувший его в своих путевых записках «Хожение за три моря».
В 1471 году Сарай-Берке был взят и разграблен вятскими ушкуйниками. Далее город был сожжён во время похода крымского хана Менгли-Гирея на Большую Орду в 1502 году. В 1623—1624 годах московский купец Федот Котов во время путешествия в Персию по низовьям Волги, писал:
На Ахтубе стоит Золотая Орда, в которой еще задолго до основания Астрахани были построены царский дворец, палаты, дома и мечети — все каменные, а теперь все эти здания ломают и камень возят в Астрахань для различных каменных работ.

## Местоположение
К концу XX века в науке утвердилось мнение о существовании в Золотой Орде двух столиц: Сарая, основанного Бату, и Нового Сарая, строительство которого началось при хане Узбеке. Согласно этой версии, остатками первого Сарая является Селитренное городище в Астраханской области, а Нового Сарая — Царевское городище в Волгоградской области. Существует гипотеза, по которой Царевское городище является развалинами города Гюлистана и не связано с Сарай-Берке.
По предположению А. В. Пачкалова, Сарай-Берке — это Селитренное городище у села Селитренное Харабалинского района Астраханской области, так как на городище отсутствуют находки монет XIII — начала XIV веков.